# Сан-Франциско
Сан-Франци́ско (англ. San Francisco), офіційно — місто і округ Сан-Франциско (англ. City and County of San Francisco) — місто на західному узбережжі США у штаті Каліфорнія, порт, осередок індустрії, торгівлі та багатьох дослідницьких інститутів, зокрема Каліфорнійського університету та Університету штату Каліфорнія. З населенням 837,4 тис. осіб (2013) це четверте за числом жителів місто Каліфорнії після Лос-Анджелеса, Сан-Дієґо та Сан-Хосе та 14-те у країні.
Єдине місто-округ у штаті Каліфорнія Сан-Франциско займає площу 121 км² і розташоване у північній частині півострова Сан-Франциско. За густотою населення (6 898 осіб/км²) Сан-Франциско посідає 2-ге місце серед великих міст Сполучених Штатів (після Нью-Йорка) та 1-ше серед міст з населенням більше 200 тисяч осіб у штаті Каліфорнія. Місто з передмістями разом утворюють так звану Територію затоки Сан-Франциско, що у свою чергу входить до великої міської агломерації Сан-Хосе—Сан-Франциско—Окленд, сукупне населення якої становить 8,5 млн осіб. У Сан-Франциско розташовані штаб-квартири 5 основних банківських інституцій та багатьох інших відомих компаній, таких як Gap Inc., Pacific Gas and Electric Company, Yelp, Pinterest, Twitter, Uber, Mozilla і Craigslist.
Сан-Франциско є світовим туристичним центром, відомий своїми літніми холодними туманами, крутими пагорбами та поєднанням вікторіанської й сучасної архітектури. У число пам'яток міста входять міст «Золоті Ворота», острів Алькатрас, система канатних трамваїв, Вежа Койт та чайна-таун.

## Географія

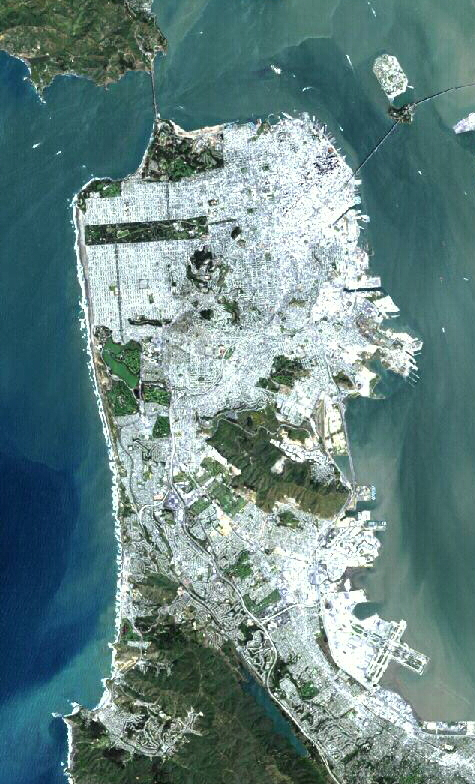
Сан-Франциско. Знімок із супутника

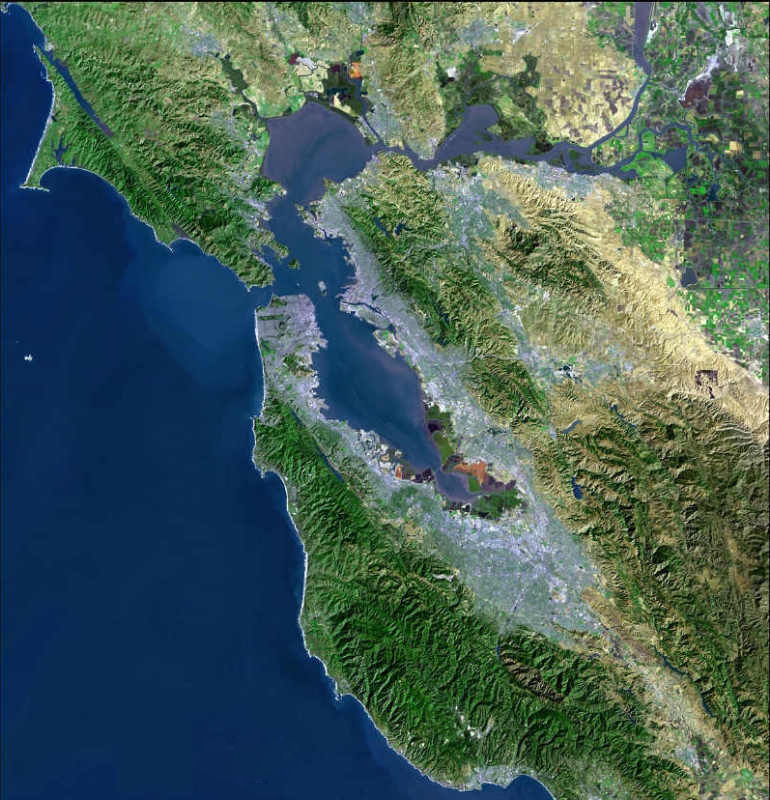
Район затоки Сан-Франциско

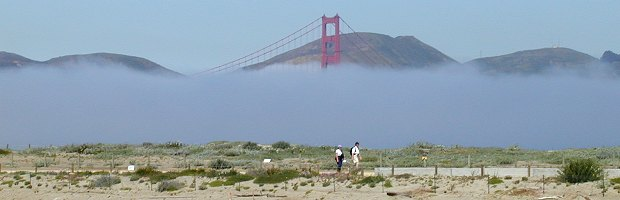
Туман, що насувається на парк Кріссі Філд (видно міст Золоті ворота)

Сан-Франциско розташований на західному узбережжі США, на краю півострова Сан-Франциско. Межі міста сильно розтягнуті по узбережжю Тихого океану і затоки Сан-Франциско. До складу міста входять кілька островів: Алькатрас, Трежер-Айленд та Єрба-Буена, а також незаселені острови Фералон, розташовані на відстані 43-х кілометрів у Тихому океані. Часто кажуть, що Сан-Франциско — квадрат зі стороною в 7 миль (~ 11 кілометрів).
Сан-Франциско знаменитий своїми пагорбами. Пагорбом в місті вважається піднесення більше 30 метрів. В межах Сан-Франциско знаходяться 42 пагорби; деякі райони міста названі на честь пагорбів на яких вони знаходяться (Пагорб Ноб, Пагорб Пасифік-Гейтс, Рашен пагорб, Пагорб Потреро та Телеграфний пагорб).
Недалеко від географічного центру міста, трохи південніше, розташовані ряд пагорбів з найменшою щільністю населення: тут, в основному, переважають розважальна та інформаційна інфраструктура міста. На пагорбі Сютро  розташована однойменна трипролітна радіощогла — телевежа заввишки 299 метрів — це найвища споруда не тільки Сан-Франциско, але і всієї Каліфорнії. По сусідству розташовані одні з найвищих пагорбів Твін-Пікс — популярне місце відвідин туристами. Найвищий пагорб в Сан-Франциско — гора Девідсон, висотою 282 метри; в 1934 році на ній був побудований хрест висотою 31,4 метри.
Сан-Франциско знаходиться поблизу двох тектонічних розломів, які є причиною частих землетрусів, тому слабкі підземні поштовхи в районі затоки Сан-Франциско відбуваються постійно. Загроза сильних землетрусів пред'являє місту високі стандарти міцності нових будівель та змушує перебудовувати первинні будівлі і мости.
Берегова лінія Сан-Франциско обмежує зростання міста, тому території деяких районів, таких як Марина, Хантер-Пойнт та більшої частини зони Ембаркадеро, були забудовані з використанням штучної засипки прибережних зон. Штучний острів Трежер-Айленд був побудований з матеріалу видобутого при будівництві мосту через затоку. Подібні райони дуже нестабільні в разі землетрусів, що наочно показав землетрус 1989 року, який призвів до значних руйнувань в районі Марина.

### Клімат
Висловлювання, яке помилково приписується Марку Твену, говорить:  «Найхолодніша зима, яку я коли-небудь відчував — літо Сан-Франциско» . Клімат в Сан-Франциско в цілому схожий зі середземноморським, характеризується м'якою вологою зимою та теплим сухим літом. Сан-Франциско з трьох сторін оточений водою, тому на його клімат впливає досить прохолодне в цьому районі повітря через холодні течії Тихого океану, що обумовлює м'який клімат з невеликими сезонними коливаннями температури.
Середньорічна температура в місті становить 18 °C, що на 10 °C нижче, ніж в Ліверморі, найближчому місті всередині континенту. Найвища температура в Сан-Франциско в 39 °C була зафіксована 14 липня 2000 року. Середньомісячна температура найтеплішого місяця — вересня — 18,2 °C, що холодніше липня в Києві, хоча за широтою Сан-Франциско південніше Баку, на широті Ашхабаду. Однак середньодобові температури вище 16 °C тримаються з початку травня до кінця жовтня. Денна температура взимку близько 15 °C. Показники термометрів в місті практично ніколи не падають нижче нуля за Цельсієм, найнижча температура була зафіксована 11 грудня 1932 року, тоді вона впала до -3 °C. Сезон з травня по вересень абсолютно сухий, сезон дощів починається з листопада і триває до березня. Сніг — дуже рідкісне явище в Сан-Франциско: починаючи з 1852 року, було зафіксовано лише 10 випадків випадання снігу. Найсильніший снігопад в місті був 5 лютого 1887 року, коли в центрі міста рівень снігу досяг 3,7 дюйма (9,4 см).
Поєднання холодної води океану та високої температури повітря материкової частини Каліфорнії призводить до утворення Сан-Францисканського туману, який влітку може обволікати місто (особливо його західну частину, в східних районах туман менш густий) цілими днями. Тумани активні в місті в кінці літа та в період з вересня до жовтня. Високі пагорби відповідальні за 20%-у розбіжність в кількості річних опадів в різних районах. Вони також захищають східні округу від туманів та прохолоди, що переважають у районі Сансет. Мікроклімат на східній стороні міста більш сонячний та сухий.
| Клімат Сан-Франциско                          | Клімат Сан-Франциско | Клімат Сан-Франциско | Клімат Сан-Франциско | Клімат Сан-Франциско | Клімат Сан-Франциско | Клімат Сан-Франциско | Клімат Сан-Франциско | Клімат Сан-Франциско | Клімат Сан-Франциско | Клімат Сан-Франциско | Клімат Сан-Франциско | Клімат Сан-Франциско | Клімат Сан-Франциско |
| Показник                                      | Січ.                 | Лют.                 | Бер.                 | Квіт.                | Трав.                | Черв.                | Лип.                 | Серп.                | Вер.                 | Жовт.                | Лист.                | Груд.                | Рік                  |
| Абсолютний максимум, °C                       | 22,2                 | 25,0                 | 29,4                 | 33,3                 | 36,1                 | 41,1                 | 37,2                 | 37,8                 | 39,4                 | 37,2                 | 29,4                 | 23,9                 | 41,1                 |
| Середній максимум, °C                         | 13,5                 | 15,3                 | 16,7                 | 18,2                 | 19,8                 | 21,4                 | 22,2                 | 22,6                 | 23,1                 | 21,3                 | 17,2                 | 13,7                 | 18,8                 |
| Середня температура, °C                       | 10,2                 | 11,6                 | 12,7                 | 13,8                 | 15,3                 | 16,8                 | 17,6                 | 18,1                 | 18,2                 | 16,6                 | 13,2                 | 10,3                 | 14,5                 |
| Середній мінімум, °C                          | 6,8                  | 7,9                  | 8,7                  | 9,5                  | 10,9                 | 12,1                 | 13,0                 | 13,5                 | 13,2                 | 11,8                 | 9,3                  | 7,0                  | 10,3                 |
| Абсолютний мінімум, °C                        | −3,3                 | −1,1                 | −0,6                 | 2,2                  | 3,9                  | 6,1                  | 6,7                  | 5,6                  | 5,0                  | 2,8                  | −0,6                 | −4,4                 | −4,4                 |
| Температура води, °C                          | 12                   | 12                   | 12                   | 12                   | 12                   | 12                   | 13                   | 14                   | 14                   | 14                   | 14                   | 13                   | 13                   |
| Норма опадів, мм                              | 110.5                | 80.5                 | 77.7                 | 34.8                 | 4.8                  | 2.8                  | 0.8                  | 1.3                  | 5.1                  | 31.0                 | 72.6                 | 78.5                 | 500.4                |
| --------------------------------------------- | -------------------- | -------------------- | -------------------- | -------------------- | -------------------- | -------------------- | -------------------- | -------------------- | -------------------- | -------------------- | -------------------- | -------------------- | -------------------- |
| Джерело: Погода й клімат, World Climate Guide |                      |                      |                      |                      |                      |                      |                      |                      |                      |                      |                      |                      |                      |

## Історія
Найдавніші археологічні знахідки на території сучасного Сан-Франциско датуються 3000 р. до н. е. До початку активної європейської колонізації Західного узбережжя, на території міста було декілька невеликих селищ індіанського племені єламу, яке належало до племен олоні. Перший задокументований візит європейців до Затоки Сан-Франциско відбувся 2 листопада 1769 року під час іспанської сухопутної експедиції під проводом Дона Ґаспара де Портоли. Через 7 років, 28 березня 1776 року, іспанці заснували Фортецю Сан-Франциско («Презідіо», ісп. El Presidio Real de San Francisco, англ. Presidio of San Francisco). Нині це мікрорайон та парк на північному заході міста. Згодом іспанський дослідник Хуан Батіста де Анца заснував Місію Святого Франциска Ассізького, яка збереглася й донині.
У 1906 місто було майже повністю зруйноване в результаті землетрусу та пожежі. Наступний великий землетрус відбувся у 1989 році.
Осідок Конференції Об'єднаних Націй протягом 1945 року, на якій до складу ООН увійшли УРСР і БРСР.

### Українці у Сан-Франциско
Поблизу Сан-Франциско в 1809 (1812) була заснована укріплена російська колонія форт Росс, між населенням якої були українські поселенці з Сибіру, згодом з Аляски. З 1867 у Сан-Франциско поселився Андрій-Агапій Гончаренко; поблизу Сан-Франциско він заснував поселення Україна, де він і помер 1916. Осередком українського життя у 1913-30 pp. була «Просвіта» (перший голова Г. Денис); тепер діє низка українських організацій. Існують українська католицька парафія Непорочного Зачаття (з 1957) і православна — Св. Михаїла.

## Демографія
Згідно з переписом 2010 року, у місті мешкало 805 235 осіб у 345 811 домогосподарстві у складі 151 029 родин. Густота населення становила 1341 особа/км². Було 376942 помешкання (628/км²).
Расовий склад населення:
| - 48,5 % — білих - 33,3 % — азійців - 6,1 % — чорних або афроамериканців - 0,5 % — корінних американців - 0,4 % — вихідців з тихоокеанських островів - 6,6 % — осіб інших рас |

До двох чи більше рас належало 4,7 %. Іспаномовні складали 15,1 % від усіх жителів.
За віковим діапазоном населення розподілялося таким чином: 13,4 % — особи молодші 18 років, 73,0 % — особи у віці 18—64 років, 13,6 % — особи у віці 65 років та старші. Медіана віку мешканця становила 38,5 року. На 100 осіб жіночої статі у місті припадало 102,9 чоловіків; на 100 жінок у віці від 18 років та старших — 102,8 чоловіків також старших 18 років.
Середній дохід на одне домашнє господарство становив 119 406 доларів США (медіана — 81 294), а середній дохід на одну сім'ю — 139 927 доларів (медіана — 96 336). Медіана доходів становила 74 401 долар для чоловіків та 61 801 долар для жінок. За межею бідності перебувало 13,2 % осіб, у тому числі 12,7 % дітей у віці до 18 років та 14,4 % осіб у віці 65 років та старших.
Цивільне працевлаштоване населення становило 478 373 особи. Основні галузі зайнятості: науковці, спеціалісти, менеджери — 22,2 %, освіта, охорона здоров'я та соціальна допомога — 18,7 %, мистецтво, розваги та відпочинок — 12,1 %, роздрібна торгівля — 10,0 %.

## Економіка
У місті виробляється текстиль, металеві вироби, хімікати, фармацевтичні вироби. Іспанський форт і місія були засновані там у 1776; містечко поблизу називалося Єрба-Буена (Yerba Buena) до 1846. Близько 1848 було відкрито поклади золота, і населення міста стрімко збільшилося з 800 чоловік до 25 тис. протягом двох років.

## Інфраструктура

### Дороги та автостради

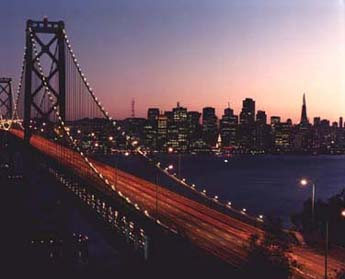
Міст Бей-Бридж, який з'єднує Сан-Франциско та Окленд

Через унікальну географію, що часто заважала будівництву доріг, і через результати «дорожньої революції» в кінці 50-х, Сан-Франциско одне з небагатьох міст США, яке вибрало європейський артеріальний стиль розташування доріг замість великої мережі автострад. Мешканці міста продовжують слідувати цим курсом, вибравши, після землетрусу Лома Прієта, повне знищення автостради Ембаркадеро і частини центральної автостради, перетворивши їх в бульвари.
Через місто проходить кілька головних автострад, що з'єднують північ західного узбережжя з півднем або західне узбережжя з центром материка. Автомагістраль I-80, яка веде в Нью-Йорк, починається з наближення до мосту Сан-Франциско-Окленд Бей Бридж, що з'єднує Сан-Франциско та Окленд, єдиний прямий автодорожній шлях на східний берег затоки. Федеральна автодорога US 101 з'єднує Сан-Франциско з Сан-Хосе (в південному напрямку) і округом Марін (в північному напрямку, через міст Золоті Ворота). Автодорога SR 1, також проходить через міст Золоті ворота. Автомагістраль I-280, починаючись в місті, також з'єднує його з Сан-Хосе. Автодорога SR 35, яка проходить по гребеню гір Санта-Круз, входить в місто по бульвару Скайлайн, що в південній частині Сан-Франциско. Найбільш жвавим вулицями міста вважаються бульвар Гирі, Лінкольн-Вей, Фелл-стріт, Маркет-стріт та Портола-Драйв.

### Громадський транспорт

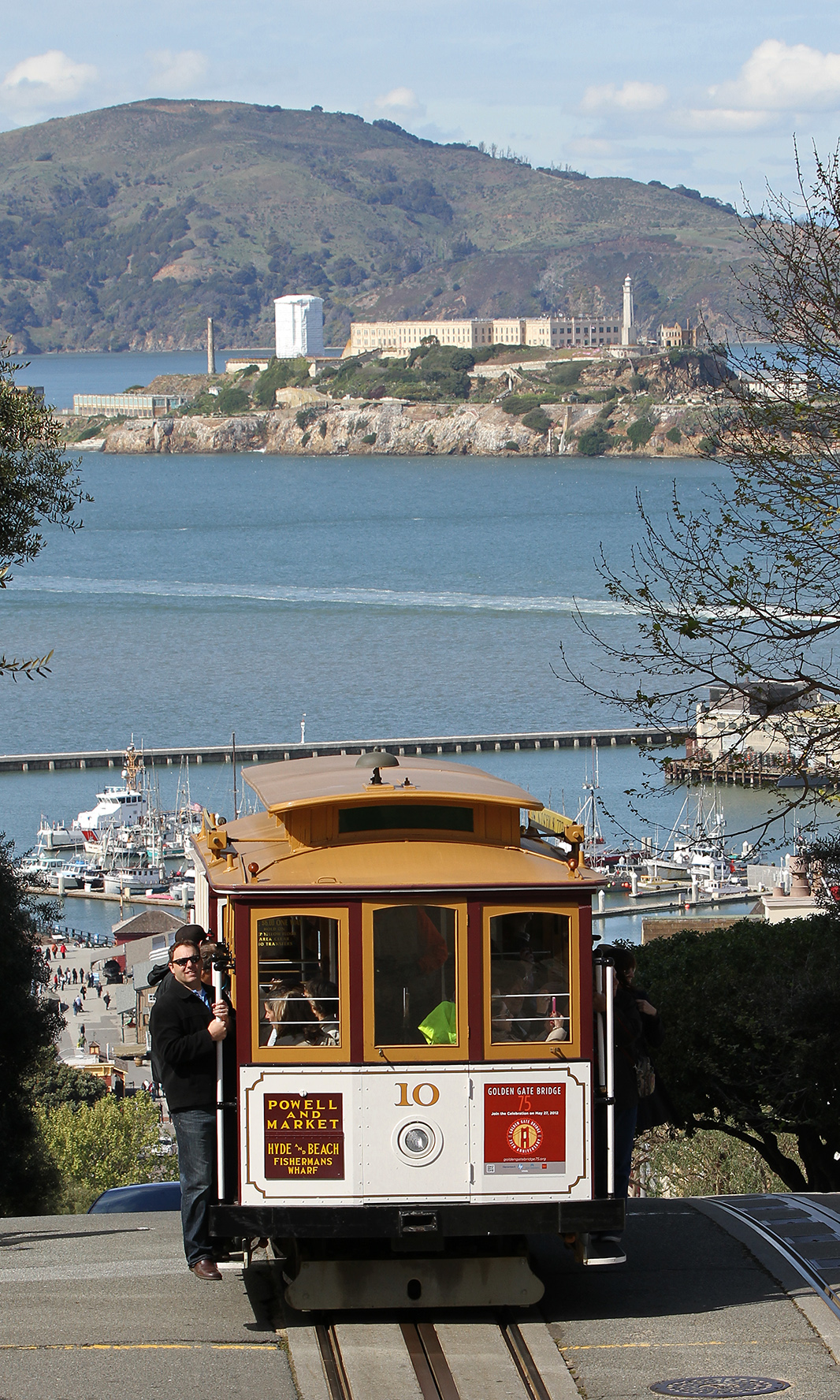
Канатний трамвай

Система громадського транспорту Сан-Франциско — найрозвиненіша система на західному узбережжі США. Близько 35 % населення міста щодня користуються громадським транспортом. Транспортна система міста має у своєму складі автобуси, тролейбуси, наземні і підземні швидкісні трамваї Muni Metro. Все це — так звана система San Francisco Municipal Railway (MUNI) , до складу якої також входять знамениті історичні канатні трамваї (див. Канатний трамвай Сан-Франциско).
Крім внутрішньоміського транспорту, в Сан-Франциско розвинена система приміських сполучень. У місті функціонує свого роду метрополітен агломерації, роботу якого забезпечує агентство BART. BART — це регіональна система швидкого переміщення, яка з'єднує Сан-Франциско зі східним узбережжям через тунель Трансбей, під його юрисдикцію також потрапляють шляхи сполучення з Сан-Матео, з міжнародним аеропортом Сан-Франциско і з Мілбрей. Залізнична система Калтрейн пов'язує Сан-Франциско з Сан-Хосе.
Транспортний комплекс Трансбей Термінал обслуговує вокзали великого ряду систем залізничних сполучень, таких як AC Transit, samTrans та Golden Gate Transit. Маршрут поїздів Сан-Франциско — Емерівілль обслуговує система  Amtrak.
У Сан-Франциско існує невеликий флот поромів, які перевозить людей в округ Марін, Окленд або на північ Вальєхо, що в окрузі Солано.

### Аеропорт
Міжнародний аеропорт Сан-Франциско — San Francisco International Airport (IATA: SFO, ICAO: KSFO, FAA LID: SFO), розташований за 21 км на південь від міста на березі затоки Сан-Франциско (англ. San Francisco Bay), в окрузі Сан-Матео, він знаходиться під юрисдикцією міста Сан-Франциско. Це центр для  United Airlines , найбільшого орендаря, і компанії Virgin America.
Аеропорт Сан-Франциско розташований на штучно засипаній території затоки Сан-Франциско. Міжнародний термінал аеропорту — найбільший у Північній Америці, Протягом економічного зростання в кінці 1990-х, коли трафік став дуже щільним і викликав все більш тривалі затримки, було вирішено побудувати додаткову злітну смугу, що зажадало додатково осушити затоку. У 2005 році за кількістю обслуговуваних пасажирів аеропорт займав 14 місце в США та 23 у світі, приймаючи близько 32,8 мільйонів осіб щорічно.
Недалеко від Сан-Франциско є ще два великих цивільних аеропорти. Це аеропорт Сан-Хосе— Norman Y. Mineta San José International Airport (IATA: SJC, ICAO: KSJC, FAA LID: SJC) — розташований за 70 км на південний схід від Сан-Франциско, а також аеропорт Окленду— Oakland International Airport (IATA: OAK, ICAO: KOAK, FAA LID: OAK), розташований за 32 км на схід від міста на протилежному березі затоки Сан-Франциско.

### Порти
Порт Сан-Франциско був раніше найбільшим та найзавантаженішим портом на західному узбережжі США. Зараз це звання належить портам Лос-Анджелесу та Лонг-Біч. Його особливістю були численні пірси, розташовані перпендикулярно берегу. Вони мали в своїй наявності крани для розвантаження пришвартованих кораблів і розвинені транспортні шляхи для перевезення вантажів на склади. Порт брав вантажі з портів з усього світу і був головним центром західного узбережжя з торгівлі лісоматеріалами. Страйк докерів західного узбережжя, що відбулася в 1934 році, став важливою подією в історії робітничого руху та привів до припинення роботи порту і зіткнень з силами національної гвардії.
Розвиток контейнерних перевезень усунув затребуваність в портах на основі пірсів, що призвело до переміщення в Окленд здебільшого комерційного вантажопотоку. Багато причалів залишилися покинутими на багато років після руйнування шосе Ембаркадеро аж до завершення реконструкції району порту. Центр порту — будівля Феррі, яка до цих пір займається питаннями перевезень в приміські зони. Будівля була відновлена і перероблена в ринкову площу. Невикористані для основного судноплавства пірси в даний час використовуються в основному для офісних будівель, магазинів, музеїв, швартування туристичних суден, яхт та приватних кораблів.

## Культура

### Театри
- Опера, друга в США
- Театр Пам'яті війни

### Оркестри
- Симфонічний оркестр Сан-Франциско

### Музеї Сан-Франциско
- Музей де Янга
- Музей образотворчих мистецтв
- Музей мистецтва Азії
- Музей сучасного мистецтва
- Музей НЛО
- Музей афроамериканців
- Музей російської культури

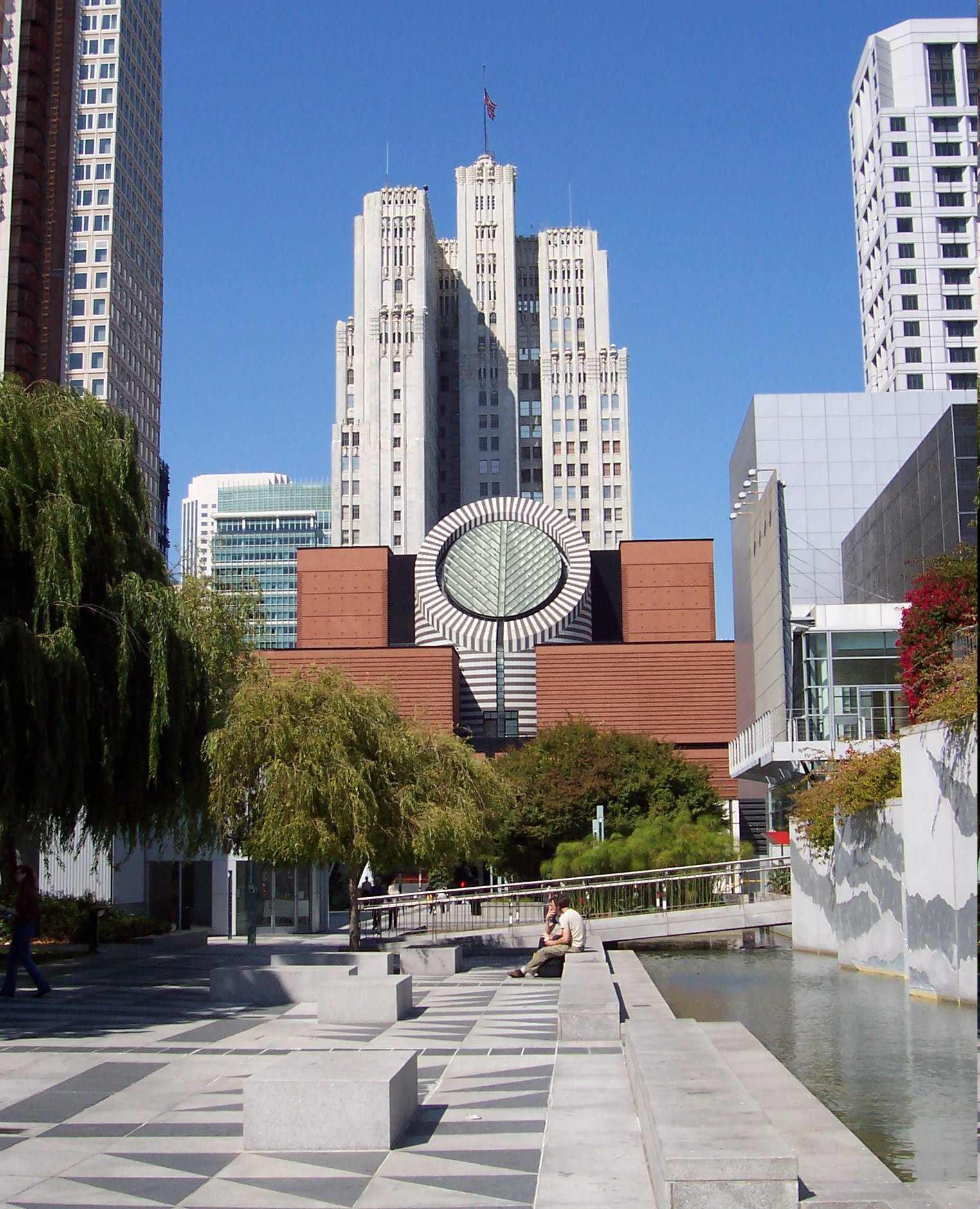
Музей сучасного мистецтва (Сан-Франциско)

- Експлораторіум (науково-природничий музей)
- Музей народних професій
- Музей карикатур
- Мексиканський музей
- Інтернаціональний музей жінок
- Музей воскових фігур
- Музей офтальмології
- Музей Лохнеського чудовиська
- Сучасний юдейський музей
- Музей тату
- Музей Волта Диснея

### Історичні місця
- Парк Золоті Ворота
- Міст Золоті Ворота
- Китайський квартал (чайнатаун)
- Палац красних мистецтв
- Палац Ліджин оф Хонор
- Цвинтар Схили Вічності
- Пам'ятник піонерам

## Особи, пов'язані з містом
- Ліленд Стенфорд (1824—1893) — підприємець, мільйонер, засновник Стенфордського університету та Державного університету Сан-Госе (анг. San José State University)
- Лівай Страус (1829—1902) — підприємець, мільйонер
- Вільям Рендольф Герст (1863—1951) — американський бізнесмен, політик і видавець газет
- Вільям Блейсделл (1865—1931) — американський актор театру і кіно
- Генрі Бергман (1868—1946) — американський актор театру і кіно
- Френк Гейз (1871—1923) — американський кіноактор німого кіно
- Чарльз Белчер (1872—1943) — американський кіноактор
- Герберт Гувер (1874—1964) — президент Сполучених Штатів
- Джек Лондон (1876—1916) — письменник
- Еджі Геррінґ (1876—1939) — американська акторка німого кіно
- Джозефіна Ловетт (1877—1958) — американська сценаристка та акторка
- Джессі Луїс Ласкі (1880—1958) — американський кінопродюсер
- Керенський Олександр Федорович (1881—1970) — російський політик, емігрант
- Лінда Арвідсон (1884—1949) — американська акторка німого кіно
- Луїза Браянт (1885—1936) — американська письменниця і журналістка
- Аллан Гарсія (1887—1938) — американський актор епохи німого кіно
- Френсіс Маріон (1888—1973) — американська журналістка та письменниця
- Волтер Кетлетт (1889—1960) — американський актор
- Роланд Тотеро (1890—1967) — американський кінооператор та актор
- Рут Роланд (1892—1937) — американська акторка і продюсер
- Сідні Франклін (1893—1972) — американський режисер і продюсер
- Гел Мор (1894—1974) — американський кінооператор
- Девід Батлер (1894—1979) — американський актор, режисер, продюсер, сценарист кіно і телебачення
- Ейлін Прінгл (1895—1989) — американська акторка
- Альма Рубенс (1897—1931) — американська акторка німого кіно
- Лоуренс Грей (1898—1970) — американський актор
- Кармел Майерс (1899—1980) — американська акторка
- Мервін Лерой (1900—1987) — американський кінорежисер, кінопродюсер, актор
- Джон Стейнбек (1902—1968) — письменник, лауреат Нобелівської премії
- Ллойд Нолан (1902—1985) — американський актор кіно
- Ірвінг Стоун (1903—1989) — американський письменник
- Луїза Лоррейн (1904—1981) — американська кіноакторка
- Антон Рефреж'є (1905—1979) — художник
- Мел Бланк (1908—1989) — американський актор озвучування і комедіант
- Баррі Нельсон (1917—2007) — американський актор
- Бредфорд Діллман (1930—2018) — американський актор кіно та телебачення
- Джоан Велдон (1930—2021) — американська акторка театру, кіно і телебачення
- Клінт Іствуд (* 1930) — американський кіноактор і кінорежисер
- Наталі Вуд (1938—1981) — американська кіноакторка українського та російського походження
- Даян Файнщтайн (* 1933) — сенаторка, губернаторка міста
- Джей Ті Волш (1943—1998) — американський актор
- Сігурні Вівер (* 1949) — американська акторка та продюсерка
- Коллін Кемп (* 1953) — американська акторка й кінопродюсерка
- Кондоліза Райс (* 1954) політик, 66-тий Державний секретар США
- Лев Шрайбер (* 1967) — американський театральний і кіноактор
- Тоні Шей (1973—2020) — американський інтернет-підприємець, венчурний капіталіст
- Сергій Брін (* 1973) — американський мільярдер російського походження, засновник Ґуґл
- Леррі Пейдж (* 1973) — засновник Google
- Technoblade (Техноблейд) (1999—2022)— американський ютубер та інфлуенсер, відомий своїми відео та прямими трансляціями гри Minecraft.

## Міста-побратими
| - Абіджан, Кот-д'Івуар - Амман, Йорданія - Ассізі, Італія - Барселона, Іспанія - Бенгалуру, Індія - Корк, Ірландія - Краків, Польща - Маніла, Філіппіни - Осака, Японія | - Сеул, Південна Корея - Париж, Франція - Сідней, Австралія - Салоніки, Греція - Тайбей, Тайвань - Хайфа, Ізраїль - Цюрих, Швейцарія - Хошимін, В'єтнам - Шанхай, Китай |

## Галерея

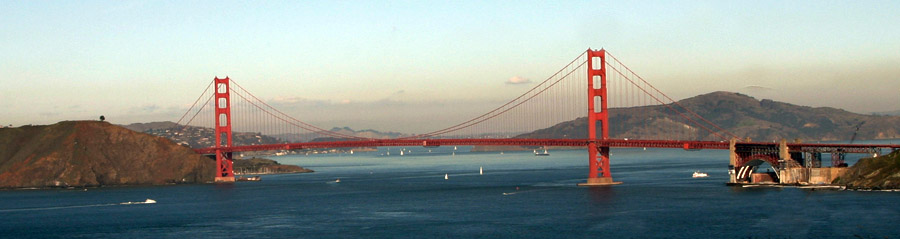
Міст «Золоті ворота»

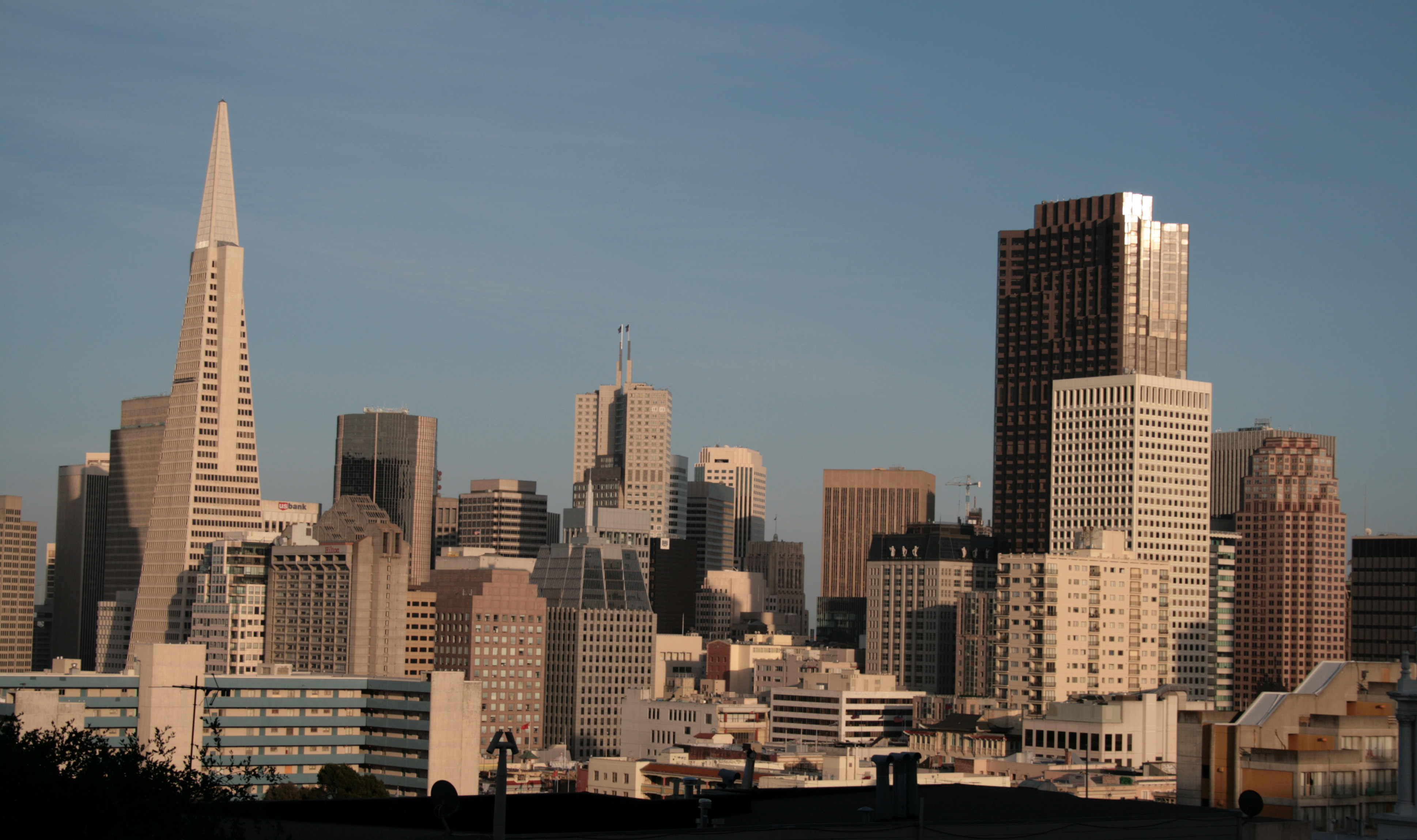
Бізнес центр Сан-Франциско
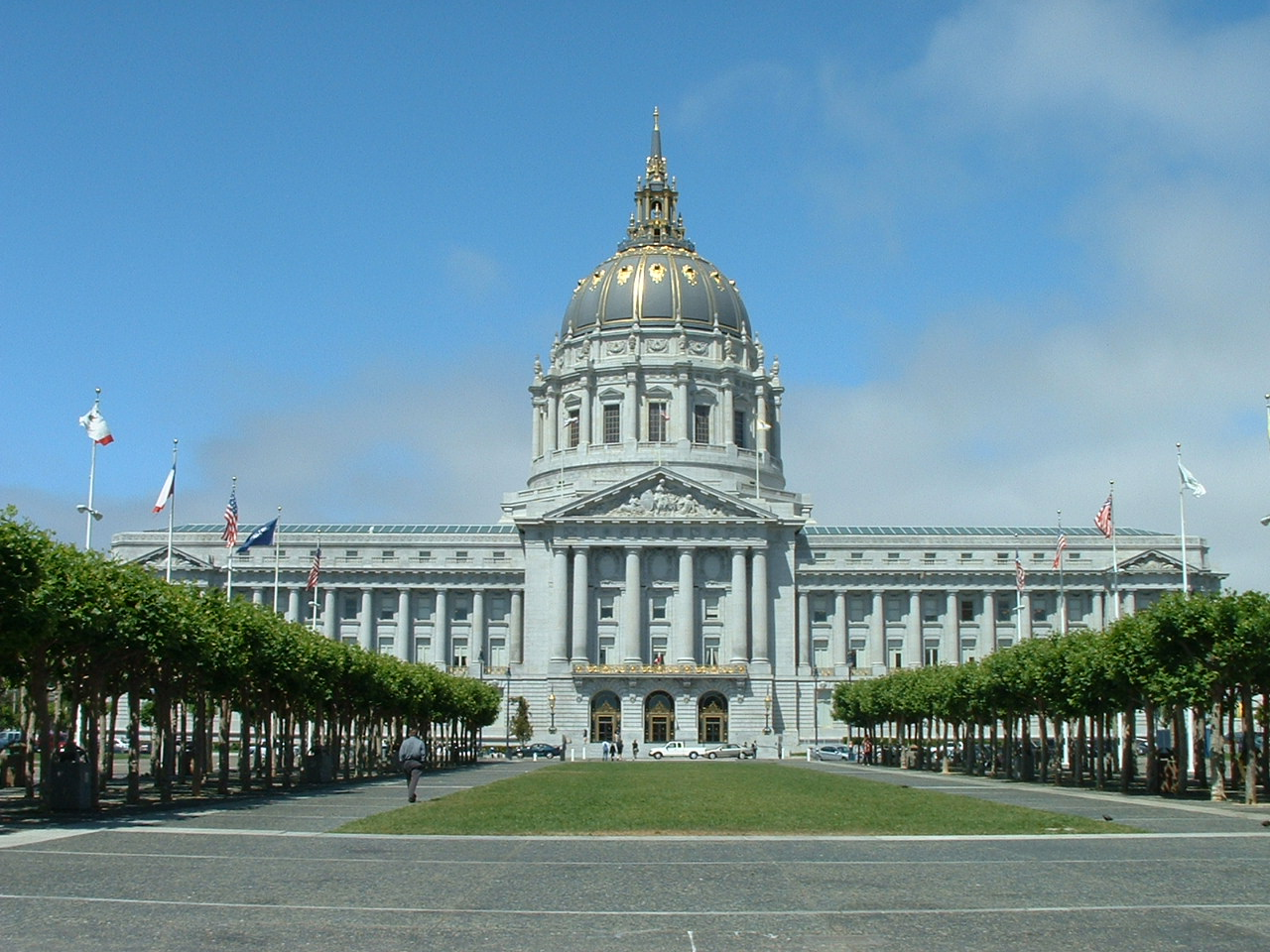
Ратуша в Сан-Франциско
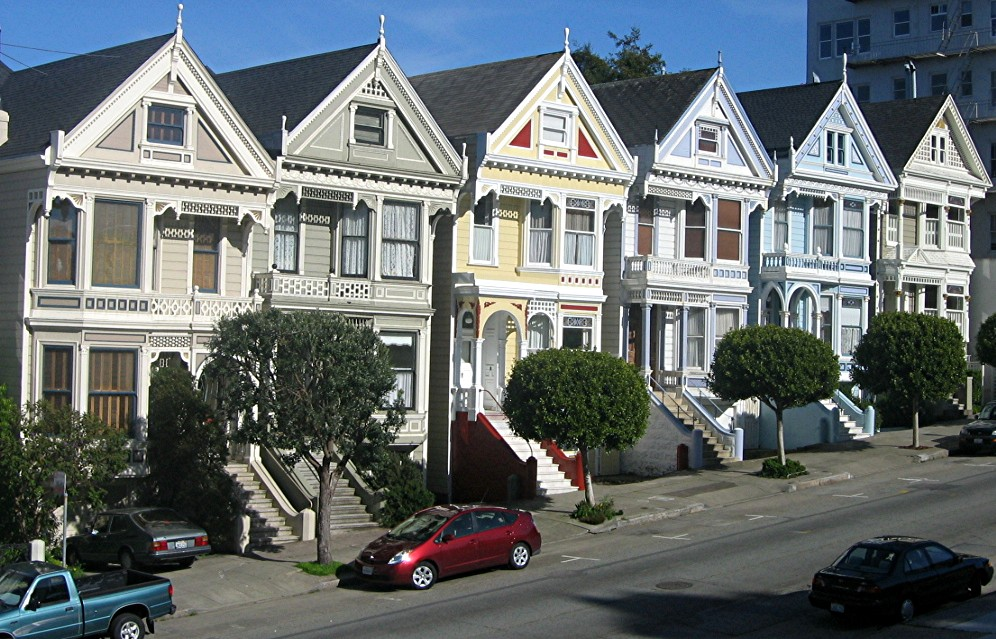
Житлові будинки
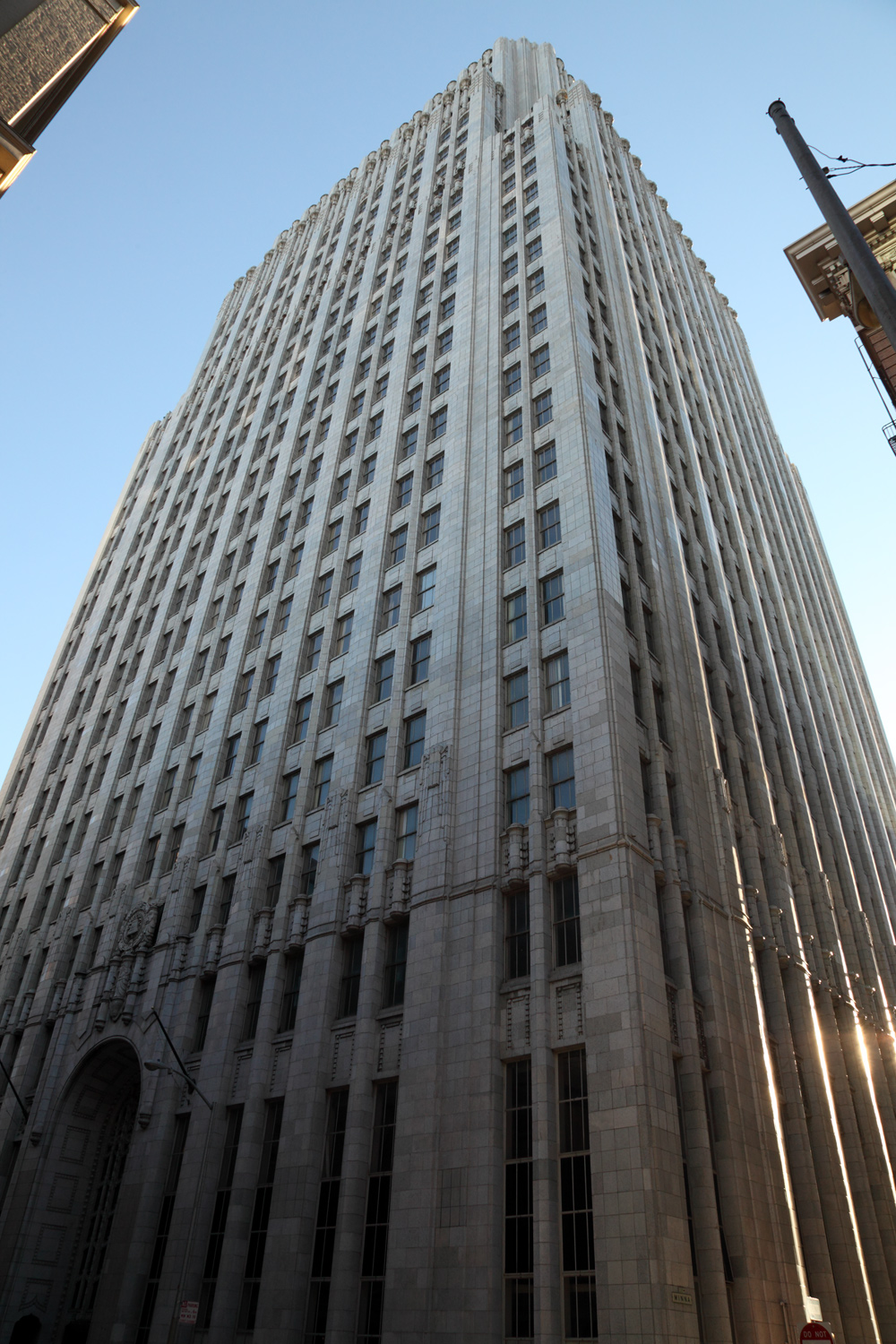
Хмарочос Пакбел Білдинг
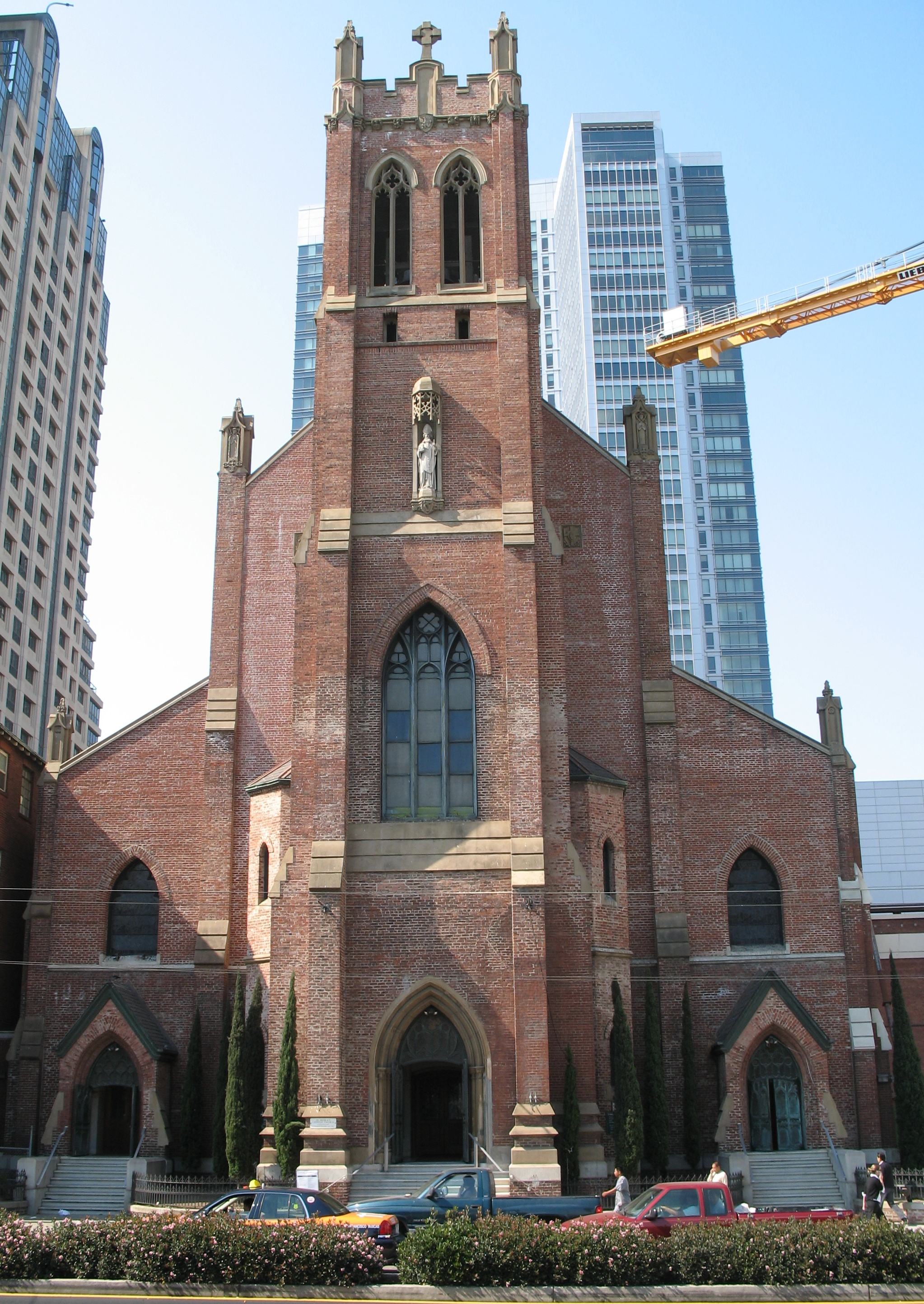
Католицька церква Святого Патрика.
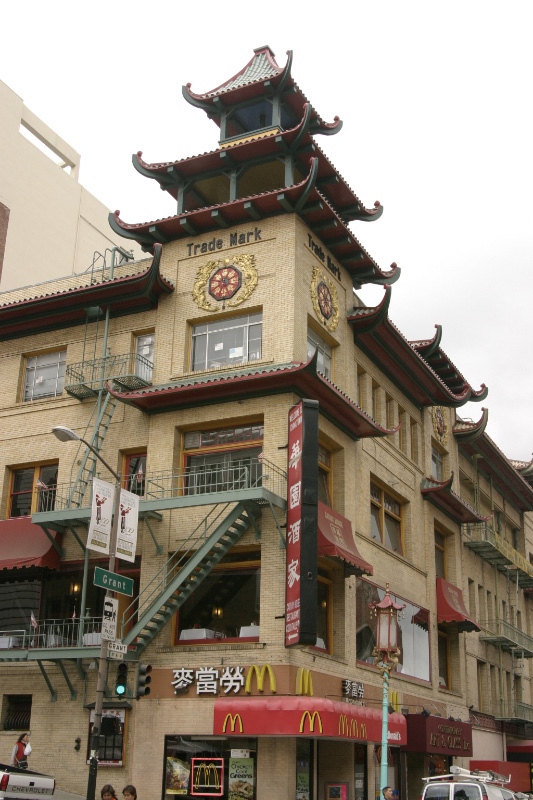
Квартал чайнатаун
Розташування міста на карті із мостами
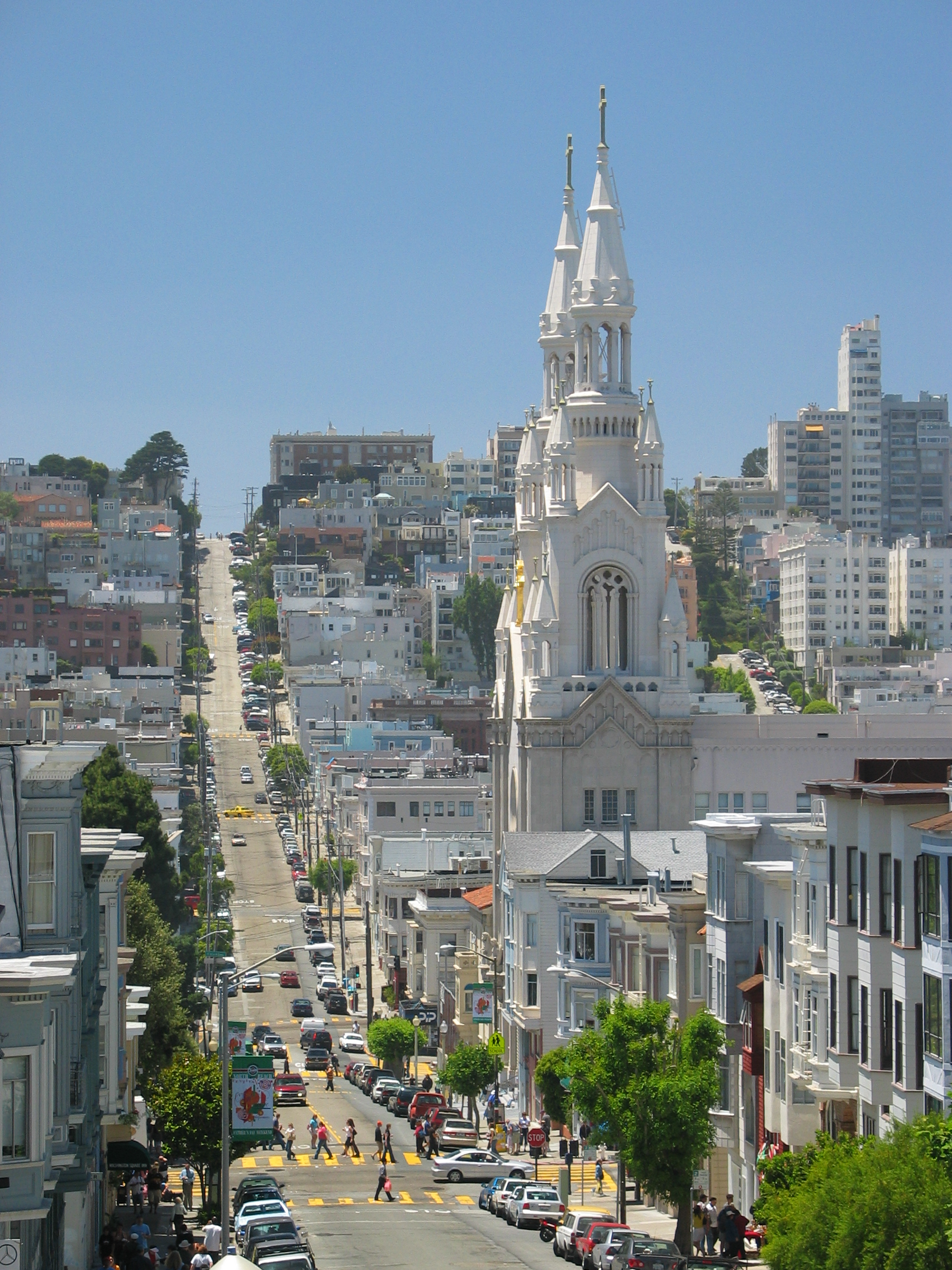
Філіберт стріт
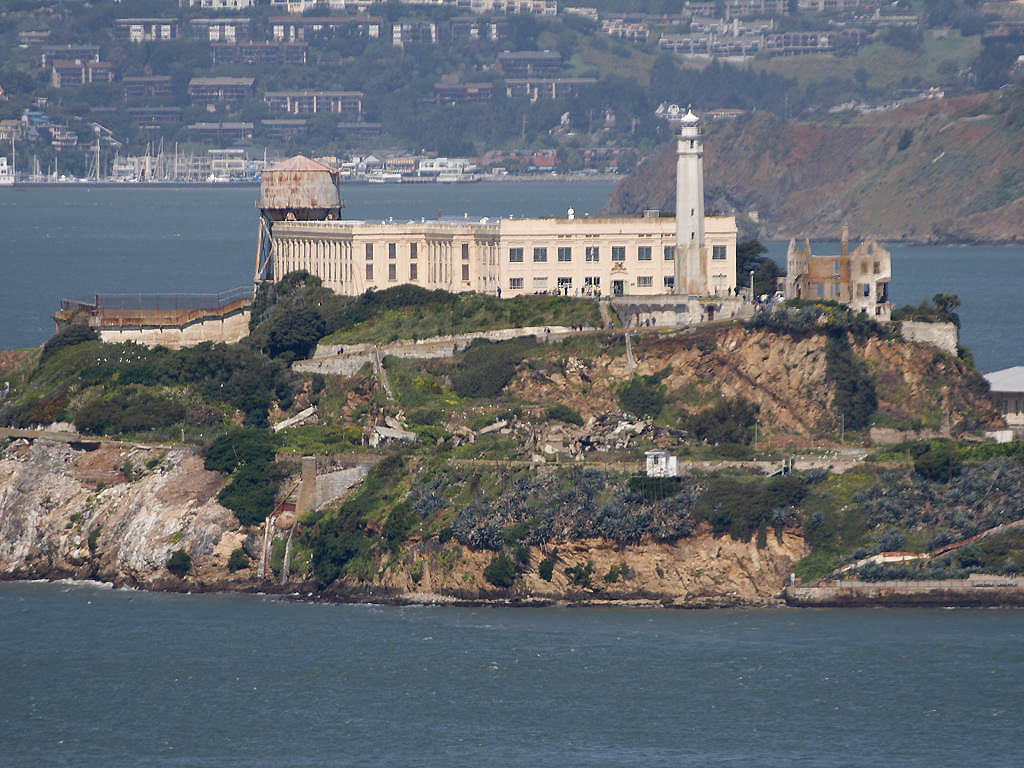
Колишня в'язиця Алькатрас на острові, тепер музей.
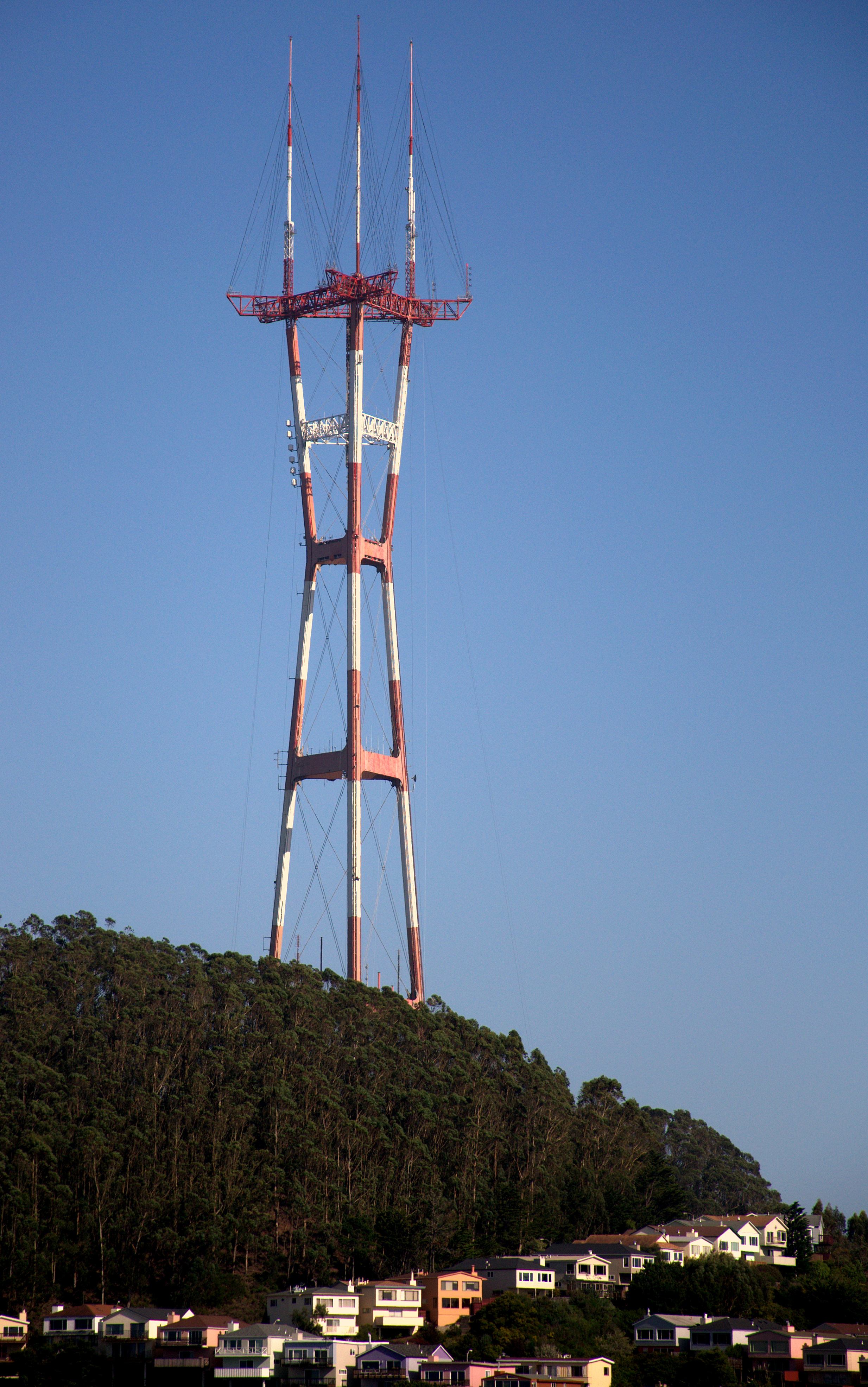
Вежа Сютро - найвища споруда Каліфорнії.